# نظام الدفع بين البنوك عبر الحدود
نظام الدفع بين البنوك عبر الحدود أو «سيبس» (CIPS) هو نظام دفع صيني يقدم خدمات المقاصة والتسوية للمشاركين فيه في المدفوعات والتجارة عبر الحدود بعملة الرنمينبي (RMB). يحظى نظام تداول العملات الأجنبية في الصين بدعم من بنك الشعب الصيني وتم إطلاقه في عام 2015 كجزء من الجهود السياسية الرامية إلى تدويل استخدام العملة الصينية.
في عام 2022، عالج نظام معالجة المعاملات المالية الصيني حوالي 96.7 تريليون يوان (14.03 تريليون دولار أمريكي)، مع اتصال حوالي 1427 مؤسسة مالية في 109 دولة ومنطقة بالنظام.  
وفي عام 2023، عالجت خدمة الاستثمار والمعاملات الصينية 6.6 مليون معاملة، بقيمة إجمالية بلغت 123.06 تريليون يوان صيني (17.09 تريليون دولار أمريكي)، بزيادة قدرها 50.29% و27.27% على أساس سنوي على التوالي. وعلى أساس يومي، عالج النظام 25900 معاملة، بقيمة إجمالية بلغت 482.602 مليار يوان صيني (67.028 مليار دولار أميركي). 
اعتبارًا من يوليو 2024، أصبح لدى سيبس 150 مشاركًا مباشرًا و1401 مشاركًا غير مباشر. ومن بين المشاركين غير المباشرين، هناك 1047 مشاركًا من آسيا (بما في ذلك 565 من البر الصيني)، و239 من أوروبا، و52 من أفريقيا، و24 من أمريكا الشمالية، و22 من أوقيانوسيا، و17 من أمريكا الجنوبية.
يتواجد المشاركون في سيبس في 117 دولة ومنطقة حول العالم. تغطي الأعمال أكثر من 4700 مؤسسة مصرفية في 184 دولة ومنطقة حول العالم. 

## التاريخ
في عام 2012، أطلق بنك الشعب الصيني مشروع سيبس (المرحلة الأولى). في 8 أكتوبر 2015، تم تشغيل المرحلة الأولى، بمشاركة 19 مشاركًا مباشرًا و176 مشاركًا غير مباشر من 50 دولة ومنطقة عبر 6 قارات. وكان إطلاق نظام الدفع الصيني المباشر (سيبس) إنجازاً آخر في بناء البنية التحتية للسوق المالية في الصين، والذي يمثل تقدماً حيوياً في تطوير نظام الدفع الحديث في الصين الذي يدمج المدفوعات المحلية والخارجية بالرنمينبي. ساهم نظام سيبس بشكل كبير في تسهيل إدراج الرنمينبي رسميًا في حقوق السحب الخاصة (SDR).
في مارس 2016، وقعت «جمعية الاتصالات المالية العالمية بين البنوك» (سويفت) SWIFT و سيبس CIPS مذكرة تفاهم. مع اعتماد سيبس لمعيار ISO 20022 لنظام الدفع الخاص بها، قامت سويفت بتنفيذ المعيار الذي يسمح باستخدام الأحرف الصينية.  
بعد إطلاق المرحلة الأولي من سيبس، تم تحسين وظائفه بشكل مطرد، مما أدى إلى بدأ تشغيل المرحلة الثانية.
في 26 مارس 2018، تم إطلاق المرحلة الثانية على أساس تجريبي، مع 10 مشاركين مباشرين. في 2 مايو 2018، أصبحت المرحلة الثانية جاهزة للعمل بشكل كامل مع المشاركين المباشرين المؤهلين. في 9 أكتوبر، نفذت المرحلة الثانية تسوية التسليم مقابل الدفع (DVP) ودعمت التداول الشمالي لـ Bond Connect، وهو ما من شأنه أن يقلل من مخاطر التسوية ويحسن كفاءة معاملات السندات عبر الحدود.  
في عام 2023، عالجت خدمة الاستثمار والمعاملات الصينية 6.61 مليون معاملة، بقيمة إجمالية بلغت 123.06 تريليون يوان صيني (17.09 تريليون دولار أمريكي)، بزيادة قدرها 50.29% و27.27% على أساس سنوي على التوالي. وعلى أساس يومي، عالج النظام 25,900 معاملة، بقيمة إجمالية بلغت 482.602 مليار يوان صيني (67.028 مليار دولار أميركي). 

## المشاركون
ينقسم المشاركون في سيبس إلى نوعين: المشاركون المباشرون والمشاركون غير المباشرين. يقوم المشاركون المباشرون بفتح حساب في سيبس، وإرسال واستقبال الرسائل مباشرة من خلاله، في حين يتصل المشاركون غير المباشرين بشكل غير مباشر إلى الخدمات التي يقدمها سيبس من خلال المشاركين المباشرين.

## الملكية
لدى سيبس مساهمين صينيين ودوليين. ويعد بنك الشعب الصيني أكبر مساهم بنسبة 16% من الأسهم؛ ومن بين المساهمين الآخرين NAFMII ، و UnionPay ، والبنوك الصينية الكبيرة المملوكة للدولة. تشمل قائمة المساهمين الأجانب بنك HSBC ، وبنك Standard Chartered ، وبنك East Asia ، وبنك DBS ، وCitigroup ، ومجموعة ANZ المصرفية ، وبنك BNP Paribas. 

## التأثيرات الجيواقتصادية
يلخص الأكاديمي «تيم بيل»، بإن نظام سيبس هو أحد تبعات العقوبات التي فرضتها الولايات المتحدة ، والتي يرى المعلقون أنها تساهم في التخلي عن الدولرة. 